# Нобелевская премия мира
Но́белевская пре́мия ми́ра — награда, ежегодно присуждаемая Нобелевским комитетом в Осло физическим лицам и организациям, внёсшим, по мнению комитета, выдающийся вклад в дело укрепления мира.

## История

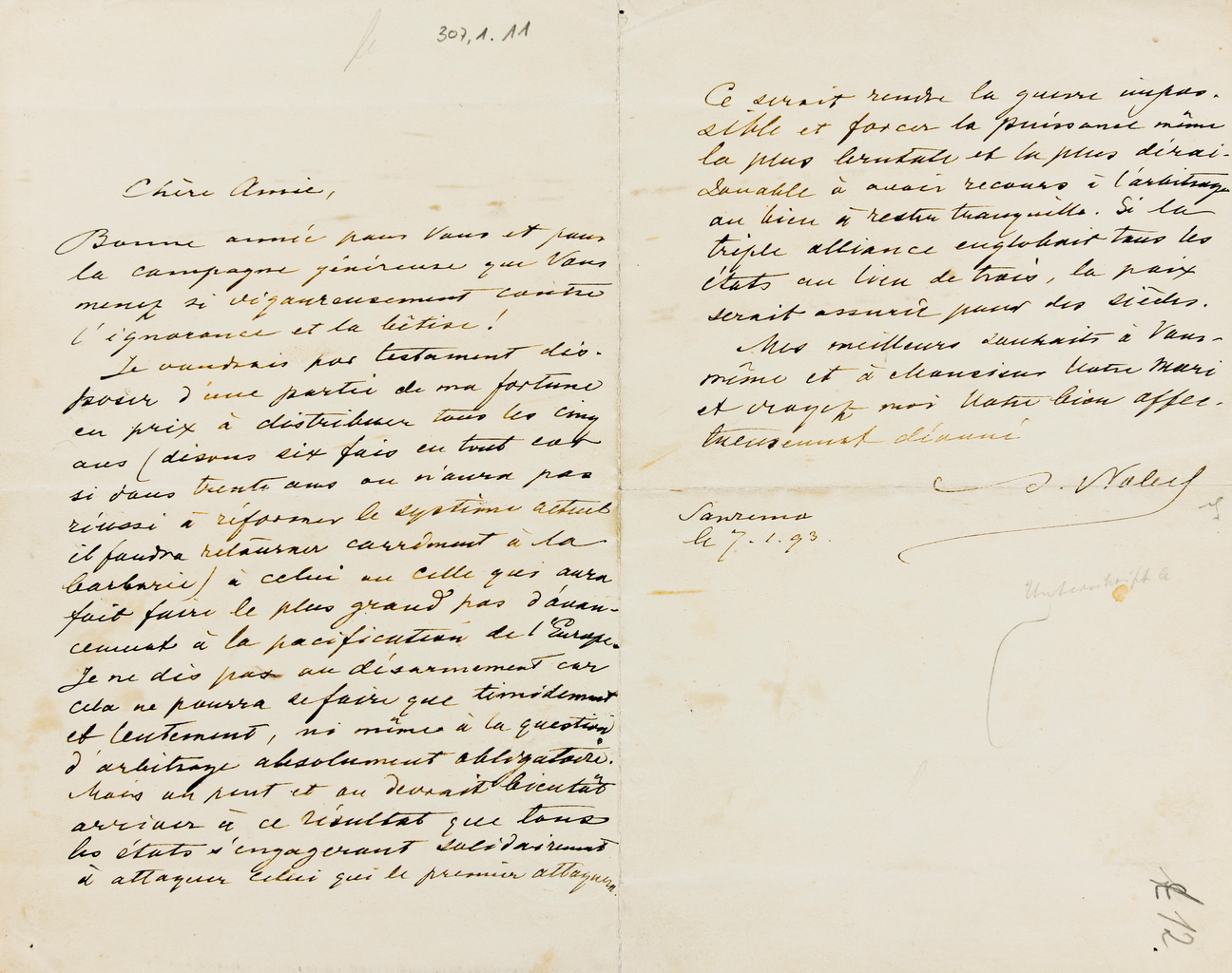
Письмо А. Нобеля о создании премии

Премия учреждена Альфредом Нобелем (1833—1896). По мнению Стефана Цвейга, на решение Нобеля учредить подобную премию повлияла австрийская писательница и пацифистка Берта фон Зутнер.
Нобелевская премия мира вручается с 1901 года.

## Выдвижение кандидатов и избрание лауреатов

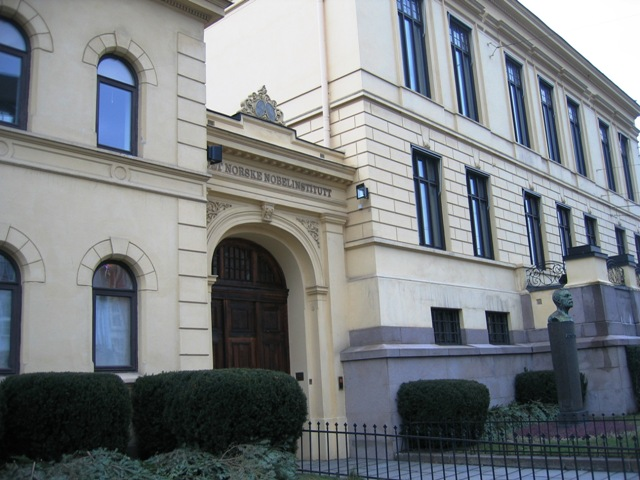
Норвежский Нобелевский институт

Согласно уставу Нобелевского фонда, выдвигать кандидатов могут следующие лица:
1. Члены национальных парламентов и правительств различных стран.
2. Члены международных судов.
3. Ректоры университетов; профессора социальных наук, истории, философии, права и теологии; директора научно-исследовательских институтов мира и внешней политики.
4. Лица, награждённые Нобелевской премией мира.
5. Члены советов организаций, награждённых Нобелевской премией мира.
6. Действующие и бывшие члены норвежского Нобелевского комитета.
7. Действующие и бывшие советники норвежского Нобелевского комитета.

В отличие от других Нобелевских премий, для выдвижения кандидата запрос от Нобелевского комитета не требуется.
Согласно уставу Нобелевского фонда, лауреаты избираются Норвежским Нобелевским комитетом, назначаемым парламентом Норвегии.

## Лауреаты

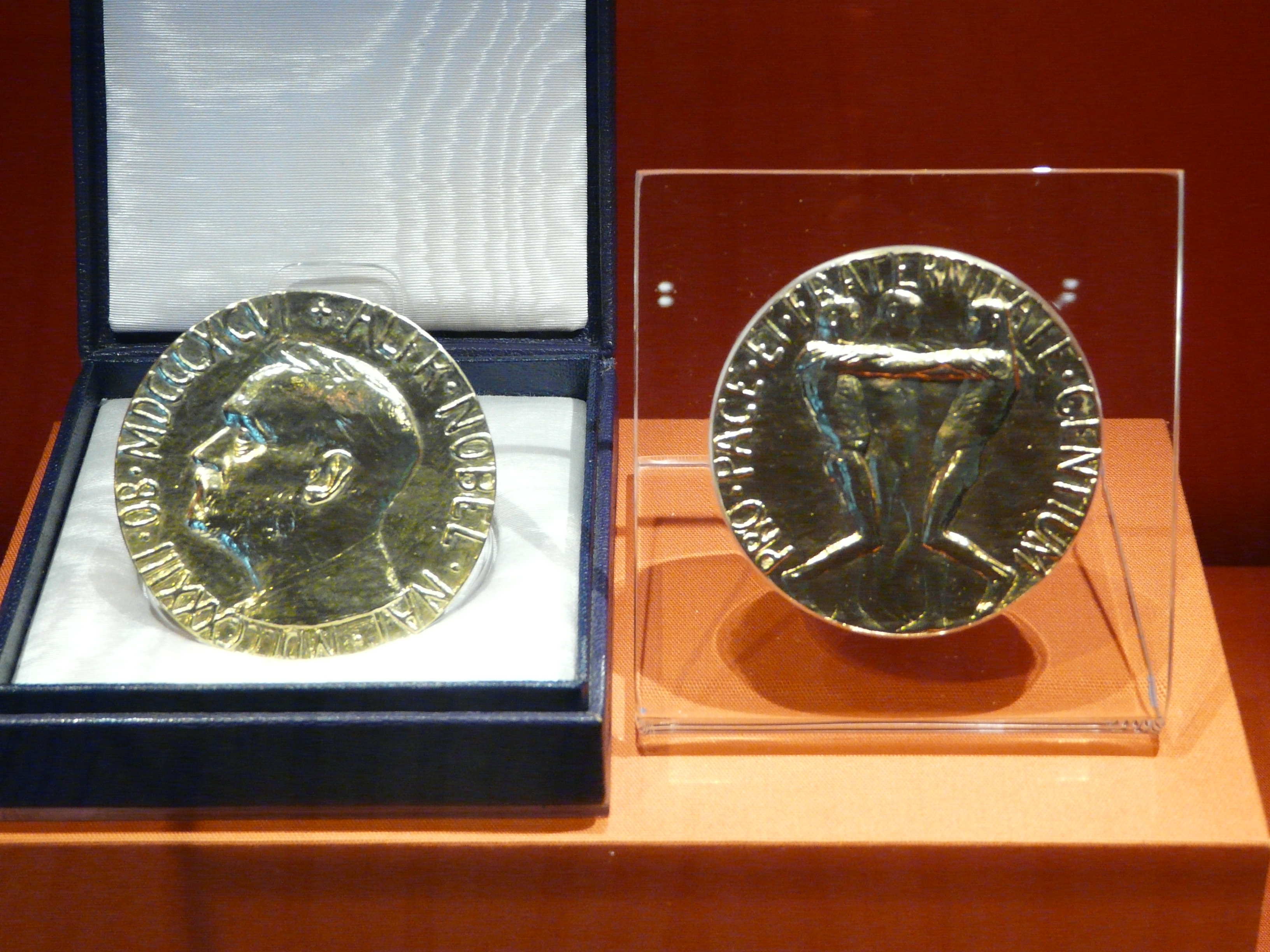
Медаль

Нобелевская премия мира присуждается ежегодно с 1901 года. При этом 19 раз награждение не проводилось: в 1914—1916, 1918, 1923, 1924, 1928, 1932, 1939—1943, 1948, 1955—1956, 1966—1967 и 1972 году. Подобное предусматривается уставом Нобелевского фонда в том случае, если ни одна рассматриваемая деятельность претендентов не окажется достаточно значимой. Первыми лауреатами премии мира в 1901 году стали швейцарец Жан Анри Дюнан и француз Фредерик Пасси. Из 97 премий 67 раз награда полностью вручалась одному лауреату, 22 раза премия мира была разделена между двумя лауреатами, 2 раза премию поделили сразу три лауреата и 6 раз премия делилась на одного человека и одну организацию. При этом в уставе Нобелевского фонда говорится, что премия мира «ни в коем случае не может быть разделена между более чем тремя лауреатами».
С 1901 по 2021 года Нобелевская премия мира была присуждена 109 лицам и 25 организациям. При этом Международный комитет Красного Креста получил премию трижды (1917, 1944 и 1963 гг.), а Управление Верховного комиссара ООН по делам беженцев — дважды (1954, 1981 гг.). Премии были удостоены 18 женщин: первой в 1905 году стала Берта фон Зутнер. Средний возраст среди лауреатов-людей, получивших премию, составляет 61 год. Самым молодым лауреатом является пакистанская правозащитница Малала Юсуфзай, которой было 17 лет на момент награждения в 2014 году, а самым пожилым — британец Джозеф Ротблат, получивший премию в 1995 году в возрасте 87 лет. Один раз премия мира была присуждена посмертно — Дагу Хаммаршёльду в 1961 году. С 1974 года устав Нобелевского фонда предусматривает, что премия не может быть присуждена посмертно, если смерть не произошла после объявления о Нобелевской премии.
При вручении премии известны только имена лауреатов. Все остальные номинанты и мнения членов Нобелевского комитета держатся в секрете в течение 50 лет. По состоянию на 2022 год на официальном сайте премии доступна информация о других номинантах до 1970 года включительно.

### Премии, вручённые заочно
Некоторые премии были вручены заочно, поскольку лауреаты находились в заключении, под домашним арестом или подвергались иным ограничениям на свободу передвижения:
- 1935 — Карл фон Осецкий «За борьбу с милитаризмом в Германии»;
- 1975 — Андрей Дмитриевич Сахаров «За бесстрашную поддержку фундаментальных принципов мира между людьми и мужественную борьбу со злоупотреблением властью и любыми формами подавления человеческого достоинства»;
- 1983 — Лех Валенса «Как борец за права человека»;
- 1991 — Аун Сан Су Чжи «Как защитник прав человека»;
- 2010 — Лю Сяобо «За длительную ненасильственную борьбу за фундаментальные права человека в Китае»;
- 2022 — Алесь Беляцкий «За выдающиеся усилия, чтобы задокументировать военные преступления, нарушения прав человека и злоупотребления властью»;
- 2023 — Наргиз Мохаммади «За борьбу против угнетения женщин в Иране и борьбу за продвижение прав человека и свободы для всех».

## Основная статистика
- Средний возраст лауреата составляет 61 год. Самым молодым лауреатом стала Малала Юсуфзай, которой на момент вручения премии в 2014 году исполнилось 17 лет. Старейшим — 87-летний Джозеф Ротблат, получивший премию в 1995 году.
- Лауреат Нобелевской премии мира 1931 года американский социолог и философ, президент Международной женской лиги за мир и свободу Джейн Аддамс была номинирована на получение премии 91 раз. В то же время Э. Г. Болч, Ф. Нансен и Т. Рузвельт были удостоены премии в год их первой номинации[6].

## Критика
Решение о вручении Нобелевской премии мира нередко вызывало ожесточённую полемику в обществе. Одним из самых одиозных примеров считается награждение Ясира Арафата, который получил премию «за усилия по достижению мира на Ближнем Востоке» в 1994 году — как раз накануне очередного кризиса в арабо-израильских отношениях. Немало вопросов вызвало и награждение Барака Обамы, состоявшееся в 2009 году, когда новоизбранный американский президент ещё не имел никаких объективных заслуг. Нобелевская премия за 2012 год досталась Евросоюзу на фоне финансового кризиса и ощутимых сложностей в идеологии объединённой Европы.